# Tempura

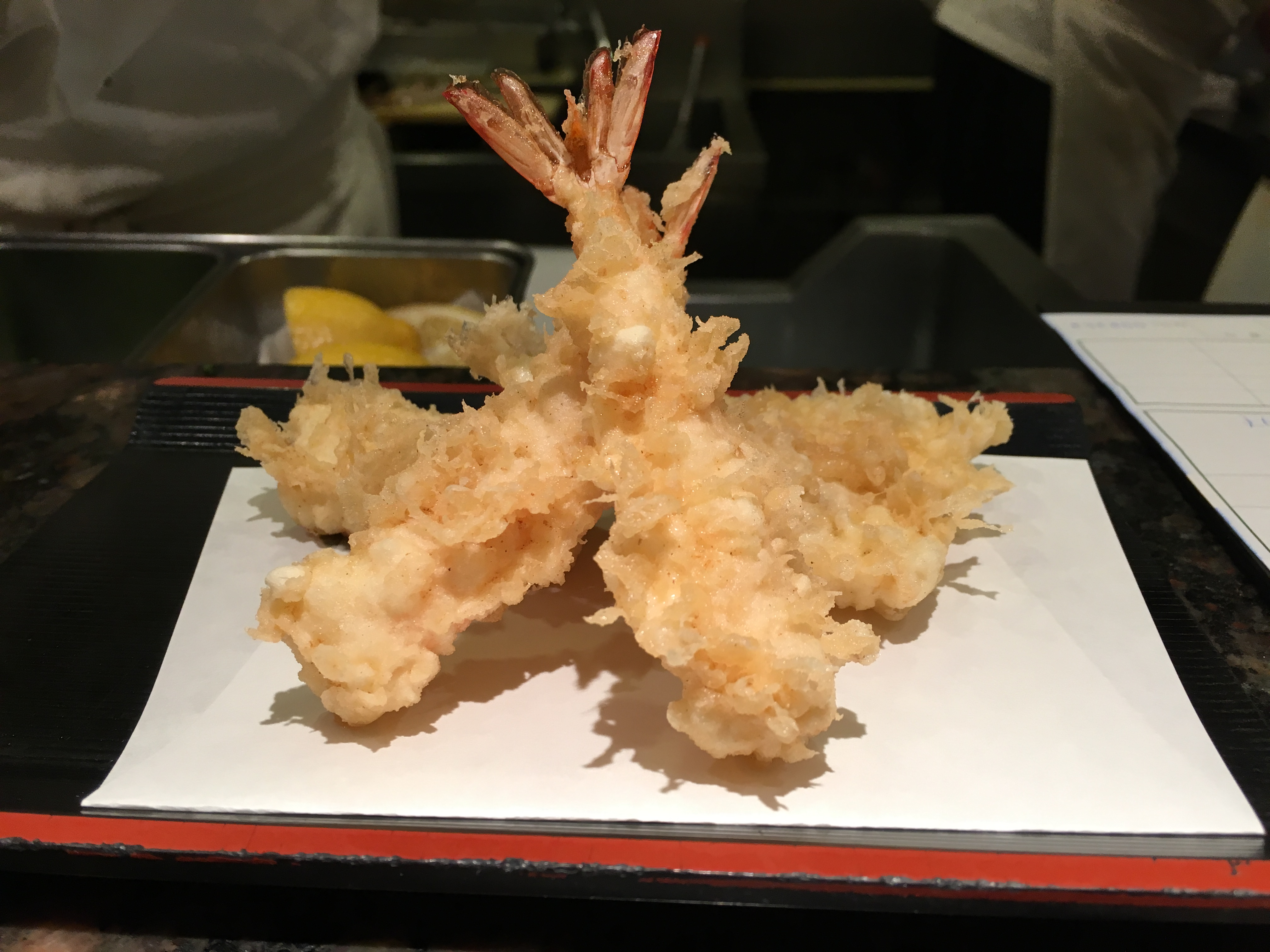
Plato de tempura.

La témpura o tempura se refiere al tipo de fritura rápida típica japonesa[cita requerida], en especial a los mariscos y verduras, que fue introducida por los portugueses en el siglo XVI. Cada trozo de comida debe tener el tamaño de un bocado y se fríe en aceite a 180 °C tan solo durante dos o tres minutos.
La palabra se pronuncia y escribe en japonés tenpura (てんぷら?), con énfasis en la primera sílaba. 
En restaurantes destacados se suele utilizar aceite de sésamo o una mezcla de este aceite con otros. Antes de llevarse el trozo a la boca suele mojarse en una salsa (Tentsuyu) hecha a base de caldo, salsa de soja y sake dulce al que se le agrega ralladura de jengibre, ralladura de rábano y especias.

## Historia

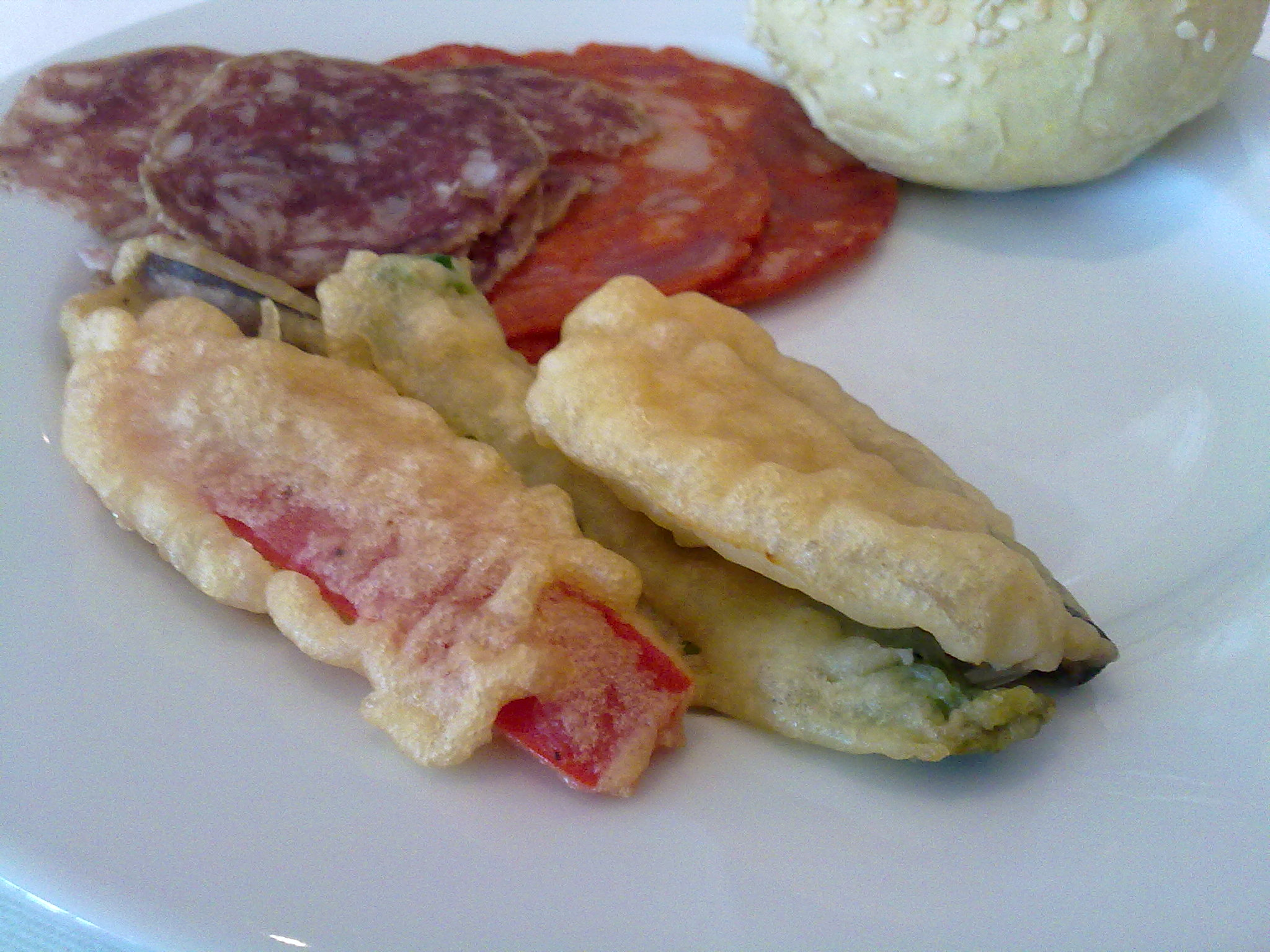
Peixinhos da horta portugueses.

El origen de la palabra «tempura» es latino, muy probablemente del portugués «tempero» (en español, «condimento»). Los misioneros jesuitas portugueses, particularmente activos en Nagasaki —ciudad fundada por los portugueses en el año 1569—, introdujeron la costumbre de tomar pescados y verdura en los tiempos de «vigilia», llamados en latín «tempora ad quadragesimæ» («tiempos de cuaresma») del año litúrgico católico. Durante este mismo periodo los misioneros llevaron otros platos del mismo estilo tales como el panko y el tonkatsu. La palabra «panko» es una de las muchas palabras japonesas con origen en el portugués. A pesar de la expulsión de los misioneros y de todos los extranjeros de Japón, persistió la costumbre y la denominación. 
Sin embargo, algunos chefs japoneses remontan el origen de la tempura a la llegada de Marco Polo a China. Según esta opinión —hoy difícilmente certificable, aunque vale mencionarla— hasta entonces los alimentos fritos (no salteados) no eran frecuentes en la cocina china y nipona porque el aceite comestible era muy costoso. La preparación de frituras rápidas merced al uso de determinados alimentos y cortes facilitó el origen del conjunto de platos conocido como «tempura» hoy.

## Elaboración
Los alimentos que componen un tempura se fríen durante poco tiempo, a lo sumo durante tres minutos. El aceite nunca se debe quemar y los alimentos, aunque sumergidos íntegramente en el aceite, apenas deben obtener un dorado superficial. Una vez quitados del wok o el recipiente en que se frían no deben quedar aceitosos. 
Uno de los requisitos principales es que los alimentos del tempura sean cortados «en bocados», que entren fácilmente en la boca obedece a que tradicionalmente se llevan a la boca con los palillos.

### Alimentos
Las carnes que se preparan de este modo casi siempre son las denominadas «carnes blancas": de aves, pescados, mariscos ó bocados de surimi («Kanikama»). Por ejemplo, del pollo se suelen utilizar las pechugas maceradas momentos antes de su fritura en una mezcla de salsa de soja, jengibre y azúcar. Una vez maceradas, las pechugas se cortan a bisel en «bocados».
En el caso de crustáceos como el langostino, estos se pelan aunque en lo posible se les dejan las colas. Los langostinos, camarones y demás artrópodos deben ser limpiados por fuera y por dentro, luego se corta en muescas por su parte ventral para evitar que se contraiga o «cierre» durante la fritura, o, si no, se secciona en un estilo llamado «mariposa» (un sencillo corte longitudinal en la «panza» del langostino y luego la apertura «en dos» de este). Antes de freír, se macera durante unos minutos en una mezcla de sake y sal marina, aunque también pueden ser previamente levemente rebozados en una mezcla de agua muy fría, harina no leudada y huevo (en especial la yema).
En cuanto a los vegetales se utiliza prácticamente cualquiera comestible de dimensiones y consistencia adecuadas (por ejemplo: pimiento morrón, cebolla, rábano, berenjena, espárrago, remolacha, zanahoria, vainas (judías verdes), coliflor, brécol o brócoli, batata, diversas especies de setas etc.). Estos vegetales también deben ser cortados en bocados y se les quitan las durezas. En el caso de los pimientos morrones, brécoles y coliflores se hacen cortes de «abanico», en el caso de zanahorias se las suele cortar longitudinalmente en bastoncillos finos, los alimentos como las judías verdes y los espárragos son cortados en el estilo sengueri: segmentos biselados que recuerdan a los segmentos del bambú (planta también utilizada en la preparación de tempura). Estos vegetales se pueden freír directamente o pueden pasarse previamente por harina o por una mezcla de harina, agua fría y yema de huevo. Es muy importante el modo de freír la tempura.

## Fritura
Una vez fritos los alimentos, según el modo tempura, se puede «remojar» los bocados en diversas salsas. Destacan las salsas agridulces como la preparada con tres cucharadas de jugo de tomate, especias (en especial pimentón dulce), tres cucharadas de azúcar, una cucharada de salsa de soja. En el mismo se remoja cada bocado inmediatamente antes de ingerirlo, no es aconsejable verter tal tipo de salsa sobre los platos con tempura.

## Curiosidades
Los japoneses son muy cuidadosos en cuanto a la presentación de los alimentos, estos deben servirse en combinaciones cromáticas atractivas de sus ingredientes (por ejemplo el rojo de los pimientos morrones, el blanco-dorado de las cebollas y el verde del brécol).
La tempura también se usa en combinación con otras comidas, vegetales y especies marinas.

## Tiambula, en Taiwán
En el norte de Taiwán, la tempura se conoce como tiambula (chino tradicional: 甜不辣 que significa «dulce y no picante» literalmente), y se puede encontrar en muchas tiendas de comida rápida. Sin embargo, la tiambula o «tempura» taiwanés es muy diferente al japonés en lo que se refiere a ingredientes.